# Arthur Morin
Arthur Morin (francès: Arthur Jules Morin)  (París, 19 d'octubre de 1795 - rue Saint-Martin (París), 7 de febrer de 1880) fou un matemàtic, físic i militar francès.

## Vida i Obra
Morin va fer els seus estudis secundaris al collége Sainte-Barbe de Paris i va ingressar a l'École Polytechnique el 1813 on es graduà el 1815. Després de dos anys d'incertesa per les Guerres Napoleòniques, en els que va arribar a treballar un temps en una forja de ferro, ingressà el 1817 a l'escola d'Enginyeria i Artilleria de Metz.

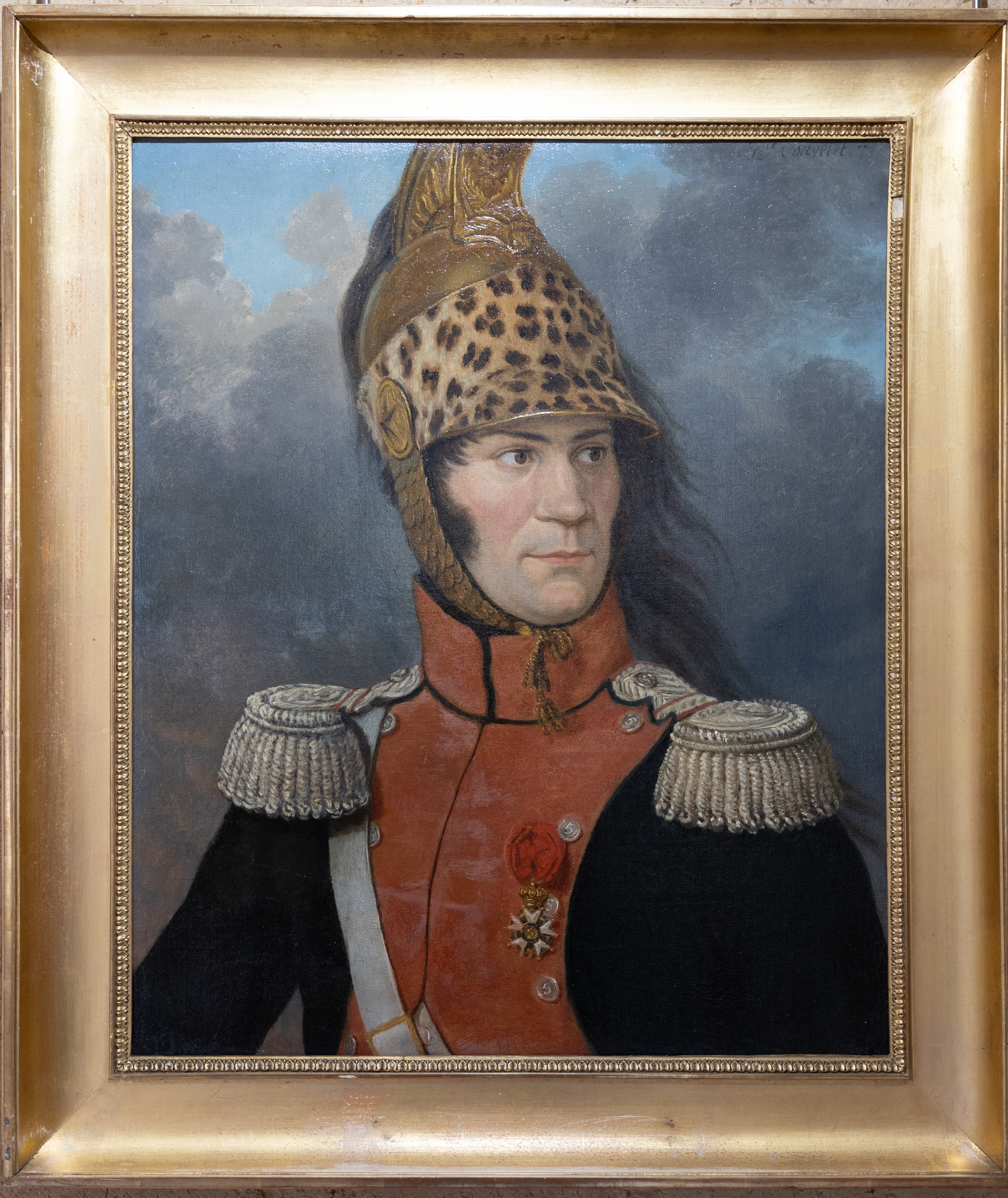
Retrat de Morin en uniforme militar (1813).

El 1829, amb el grau de capità, va ser nomenat, a Metz, assistent de Poncelet, a qui va substituir el 1835, quan Poncelet marxà a París. Ell mateix, també marxarà a París el 1839 per a ser professor de mecànica del Conservatoire National des Arts et Métiers Durant aquest període a Metz, primer amb Poncelet i després ell sol, va fer nombrosos experiments i va dissenyar els aparells científics necessaris (com el dinamòmetre) per fer-ne acurades mesures; tot això va acreditar el seu renom en el camp de l'enginyeria.
Tot i tenir aquests destins docents i de recerca, va mantenir la seva carrera militar, arribant a ser general de brigada el 1852 i general de divisió el 1855.
L'any 1849 va ser nomenat director del Conservatoire, càrrec que va mantenir fins a la seva mort el 1880. La seva tasca al Conservatoire, feta conjuntament amb el seu ajudant Henri Tresca, va ser ingent: van crear un laboratori experimental el 1852, van fer estudis sobre ventilació i calefacció de locals públics entre 1860 i 1866, van millorar el plans acadèmics, ...

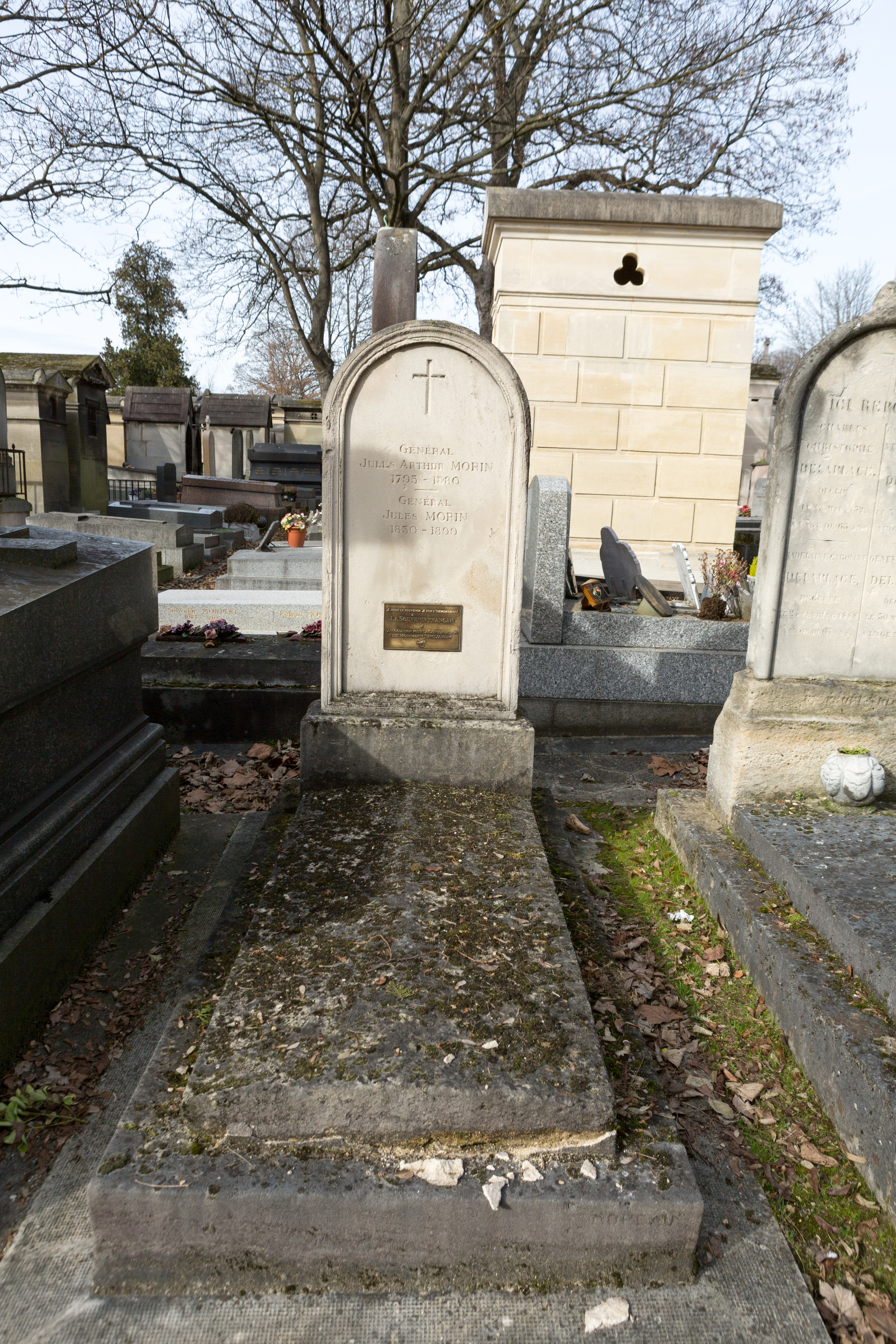
Tomba de Morin al cementiri del Père-Lachaise.

Al marge de les seves tasques militars i científiques, va exercir diferents càrrecs institucionals: Líder de la secció francesa (la més important) de la Comissió Internacional del Sistema mètric decimal, president de la Comissió organitzadora de la Fira Internacional de París de 1855, membre de l'Acadèmia Francesa de les Ciències, president del Institut d'Enginyers Civils i altres.
Els seus treballs més notables van ser en els camps de l'estudi dels coeficients de fricció dels pistons de les màquines de vapor, en el programa de verificació dels estàndards de mesura de tots els departaments de França, en l'estudi d'una àmplia gamma de problemes de mecànica: caiguda dels cossos, trajectòria dels projectils, hidràulica, resistència del l'aire, flotabilitat, etc. i en l'estudi pioner de la calefacció en cases i locals.